# Бел Камен (Грчка)
Бел Камен (грч. Δροσοπηγή, Дросопиг̀и) је насеље у Грчкој у општини Лерин, периферија Западна Македонија. Према попису из 2021. било је 153 становника.
На попису из 1991. године Бел Камен је имао 327 становника, од чега су Албанци хришћани већина  а остали Аромуни из Епира.

## Становништво
| Година       | 1951 | 1961 | 1971 | 1981 | 1991 | 2001 | 2011 |
| ------------ | ---- | ---- | ---- | ---- | ---- | ---- | ---- |
| Становништво | 0    | 581  | 421  | 364  | 327  | 355  | 239  |